# Justin Saw Min Thide
Justin Saw Min Thide (* 26. März 1951 in Thaung) ist ein myanmarischer Geistlicher und römisch-katholischer Bischof von Hpa-an. 

## Leben
Der Erzbischof von Rangoon, Gabriel Thohey Mahn-Gaby, spendete ihm am 3. Dezember 1983 die Diakonen- und am 19. März des folgenden Jahres die Priesterweihe.
Papst Benedikt XVI. ernannte ihn am 16. Juli 2007 zum Weihbischof in Yangon und zum Titularbischof von Lemfocta. Der Apostolische Delegat in Myanmar, Erzbischof Salvatore Pennacchio, spendete ihm am 2. Dezember desselben Jahres die Bischofsweihe; Mitkonsekratoren waren Paul Zingtung Grawng, Erzbischof von Mandalay, und Charles Maung Bo SDB, Erzbischof von Yangon. 
Am 24. Januar 2009 wurde er zum Bischof von Hpa-an ernannt.